# Сладун
Сладу́н (болг. Сладун) — село в Хасковській області Болгарії. Входить до складу общини Свиленград.

## Населення
За даними перепису населення 2011 року у селі проживали 158 осіб.
Національний склад населення села:
| Національність   | Кількість осіб | Відсоток |
| ---------------- | -------------- | -------- |
| болгари          | 122            | 77,2%    |
| турки            | 29             | 18,4%    |
| цигани           | 6              | 3,8%     |
| Всього відповіли | 158            |          |

Розподіл населення за віком у 2011 році:
Динаміка населення: